# 우방기샤리

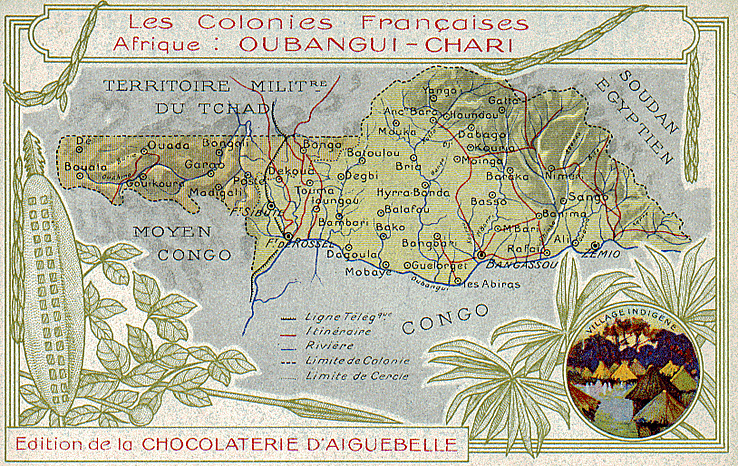

우방기샤리(프랑스어: Oubangui-Chari)는 프랑스령 적도 아프리카의 일부였던 중앙아프리카의 프랑스 식민지였다.
이름은 식민지가 된 우방기강과 샤리강의 이름을 따서 지어졌다. 1903년 12월 29일 프랑스령 콩고의 오트오방기(Haut-Oubangui)와 오트샤리(Haut-Chari) 영토에서 설립되었으며 1958년 12월 1일 중앙아프리카 공화국(CAR)으로 개칭되었으며 1960년 8월 13일 독립했다.

## 역사
1889년 우방기강 항해의 선두에 방기 전초기지가 설치되면서 이 지역의 프랑스 활동이 시작되었다.
어퍼 우방기는 1891년 12월 9일 프랑스령 콩고의 일부로 설립되었다. 프랑스-콩고 독립국 협약에 따라 4도선 부근의 국경이 설정되었지만, 1892년부터 1895년까지 콩고 독립국이 이 지역을 우방기보무(Oubangui-Bomou)의 영토로 콩고 독립국이 이 지역을 주장했다. 어퍼 우방기는 1894년 7월 13일부터 1899년 12월 10일까지 분리된 식민지였다. 어퍼샤리 지역은 1900년 9월 5일 프랑스령 콩고의 일부로 설립되었다. 같은 해 고지 우방기 술탄국은 고지 우방기의 14만 km2를 양도받았다.
1910년 1월 15일 프랑스령 콩고, 가봉과 합병하여 프랑스령 적도 아프리카(FEA)의 우방기샤리 지역이 되었다. 1916년 4월 12일 다시 우방기샤리 식민지가 되었지만 1920년 차드 호수 주변의 영토를 잃고 1934년 6월 30일 다시 FEA로 편입되었다. 1937년 12월 31일 FEA의 일부로써 해외 영토로 선포되었다.
1915년에서 1931년 사이에 우방기샤리에서 사용하기 위해 우표가 인쇄되었고, 나중에는 식민지를 위해 특별히 인쇄되었다.
제2차 세계 대전 동안, 자유 프랑스에 점령되기 전인 1940년 6월 16일부터 8월 29일까지 비시 프랑스에 충성했다. 1958년 12월 1일 중앙아프리카 공화국으로 자치권을 부여받았고 1960년 8월 13일 같은 이름으로 독립했다.